# Großer Preis von Spanien 2000
Der Große Preis von Spanien 2000 (offiziell XLII Gran Premio Marlboro de España) fand am 7. Mai auf dem Circuit de Catalunya in Montmeló statt und war das fünfte Rennen der Formel-1-Weltmeisterschaft 2000.

## Berichte

### Hintergrund
Nach dem Großen Preis von Großbritannien führte Michael Schumacher in der Fahrerwertung mit 20 Punkten vor David Coulthard und mit 22 Punkten vor Mika Häkkinen. In der Konstrukteurswertung führte Ferrari mit 17 Punkten vor McLaren-Mercedes und mit 31 Punkten vor Williams-BMW.
Mit Michael Schumacher, Häkkinen (jeweils zweimal) und Jacques Villeneuve (einmal) traten drei ehemalige Sieger zu diesem Grand Prix an.

### Training

#### Freitagstraining
Im ersten freien Training erzielte Michael Schumacher die schnellste Runde vor seinem Bruder Ralf Schumacher und seinem Teamkollegen Rubens Barrichello.

#### Samstagstraining
Im zweiten freien Training behielt Michael Schumacher die Spitzenposition vor Coulthard und Barrichello.

### Qualifying
Im Qualifying folgte eine weitere Bestzeit von Michael Schumacher, der die Pole-Position vor Häkkinen und Barrichello erzielte. Für Michael Schumacher war es die 24. Pole-Position seiner Karriere.

### Warm Up
Michael Schumacher war auch im Warm Up der schnellste Pilot und lag somit nach jeder Trainingseinheit in Führung. Auf den Plätzen zwei und drei folgten Häkkinen und Barrichello.

### Rennen
Am Start kam Michael Schumacher zunächst nicht so gut los, mit einem Linienwechsel konnte er aber Häkkinen hinter sich halten. Sein Bruder Ralf Schumacher hatte hingegen einen besseren Start und überholte zunächst Barrichello innen und anschließend Coulthard außen. Für Pedro Diniz war das Rennen bereits in der ersten Runde nach einem Dreher beendet. Eine Runde später schieden auch Pedro de la Rosa und Jean Alesi, die miteinander kollidierten, aus.
Die Spitzengruppe teilte sich schnell in drei Gruppen. Vorne setzten sich Michael Schumacher und Häkkinen sukzessive von dem restlichen Fahrerfeld ab. Dahinter hielt Ralf Schumacher Coulthard und Barrichello auf. Hinter den drei Piloten bildete sich wieder eine größere Lücke, da Villeneuve Heinz-Harald Frentzen, Jarno Trulli und Jenson Button aufhielt. Diese Reihenfolge blieb bis zur 21. Runde, in der Villeneuve mit einem Motorschaden ausfiel, bestehen. Drei Runden später kam Michael Schumacher mit einem Vorsprung von drei Sekunden auf Häkkinen an die Box. Da er zu früh losfuhr, verletzte er den Tankwart leicht. Eine Runde später folgten Barrichello und Coulthard mit ihrem Boxenstopp. Ferrari hatte in der Zwischenzeit reagiert und den Ersatztankwart eingesetzt. Coulthard stoppte etwas länger und Barrichello gelang es so, an ihm vorbeizufahren. Ralf Schumacher behielt jedoch auch noch nach seinem Boxenstopp die Position vor den beiden. Nachdem Jos Verstappen in der 26. Runde mit einem Getriebeschaden ausgefallen war, ging auch Häkkinen an die Box. Michael Schumacher konnte zwar wieder die Führung übernehmen, sein Vorsprung auf Häkkinen war allerdings deutlich reduziert.
Auch Trulli hatte Probleme bei seinem Boxenstopp und so entwickelte sich das Duell um den sechsten Platz zwischen Button und Frentzen. An der Spitze gelang es Schumacher nicht, sich von Häkkinen zu lösen und die beiden Piloten lagen über mehrere Runden innerhalb einer Sekunde. Hinter den beiden versuchte Barrichello, im Gegensatz zu Coulthard im ersten Abschnitt, nicht an Ralf Schumacher vorbeizufahren. Die Spitzenpositionen blieben bis zur 39. Runde unverändert. Zunächst absolvierte Coulthard seinen Stopp und es gelang ihm, die vor ihm liegenden Piloten Ralf Schumacher und Barrichello zu überholen. Die beiden Piloten kamen eine Runde später an die Box und Barrichello verbesserte seine Position nach dem Stopp nicht. Hinter den ersten fünf Piloten gelang es Button, an Frentzen vorbeizufahren und sich von ihm abzusetzen. In der 41. Runde gingen Michael Schumacher und Häkkinen gleichzeitig an die Box. Schumachers Boxencrew hatte Probleme bei seinem Stopp, der insgesamt 17 Sekunden dauerte. Häkkinen übernahm somit die Führung.
Schumacher war nach dem Boxenstopp langsamer unterwegs. Häkkinen löste sich deutlich von ihm und Coulthard verringerte den Rückstand auf ihn. Nachdem Coulthard in der 46. Runde auf Michael Schumacher aufgeschlossen war, gelang es ihm eine Runde später seinen Gegner zu überholen. Michael Schumacher fiel weiter zurück und wurde in der 51. von seinem Bruder Ralf Schumacher unter Druck gesetzt. Michael blockte seinen Bruder, der ein Überholmanöver versuchte, und beide verloren etwas Zeit. Barrichello nutzte die Situation und zog an beiden vorbei. Wenig später gelang es auch Ralf Schumacher seinen Bruder zu überholen. Michael Schumacher absolvierte anschließend einen weiteren Boxenstopp und ließ seine Reifen austauschen. Der linke Hinterreifen hatte Luft verloren und war somit für Schumachers Leistungsverlust verantwortlich. Zwei Runden vor Schluss schied der sechstplatzierte Button mit einem Motorschaden aus.
Häkkinen gelang es schließlich, seinen ersten Saisonsieg einzufahren. Mit Coulthard auf dem zweiten Platz erzielte McLaren einen Doppelsieg. Es war Häkkinens dritter Sieg in Spanien in Folge und auch Coulthard erreichte zum dritten Mal in Folge in Spanien den zweiten Platz, außerdem war es der 15. Sieg des Finnen in der Formel 1 insgesamt. Barrichello komplettierte das Podium. Die weiteren Punkte gingen an Ralf und Michael Schumacher sowie Frentzen.
In der Weltmeisterschaft machte Häkkinen weitere Punkte auf Schumacher gut. In der Konstrukteursweltmeisterschaft verkürzte McLaren-Mercedes den Rückstand auf Ferrari deutlich.

## Meldeliste
| Team                           | Nr. | Fahrer                | Chassis         | Motor                 | Reifen |
| ------------------------------ | --- | --------------------- | --------------- | --------------------- | ------ |
| West McLaren Mercedes          | 01  | Mika Häkkinen         | McLaren MP4/15  | Mercedes-Benz 3.0 V10 | B      |
| West McLaren Mercedes          | 02  | David Coulthard       | McLaren MP4/15  | Mercedes-Benz 3.0 V10 | B      |
| Scuderia Ferrari Marlboro      | 03  | Michael Schumacher    | Ferrari F1-2000 | Ferrari 3.0 V10       | B      |
| Scuderia Ferrari Marlboro      | 04  | Rubens Barrichello    | Ferrari F1-2000 | Ferrari 3.0 V10       | B      |
| Benson and Hedges Jordan       | 05  | Heinz-Harald Frentzen | Jordan EJ10     | Mugen-Honda 3.0 V10   | B      |
| Benson and Hedges Jordan       | 06  | Jarno Trulli          | Jordan EJ10     | Mugen-Honda 3.0 V10   | B      |
| Jaguar Racing                  | 07  | Eddie Irvine          | Jaguar R1       | Cosworth 3.0 V10      | B      |
| Jaguar Racing                  | 08  | Johnny Herbert        | Jaguar R1       | Cosworth 3.0 V10      | B      |
| BMW Williams F1 Team           | 09  | Ralf Schumacher       | Williams FW22   | BMW 3.0 V10           | B      |
| BMW Williams F1 Team           | 10  | Jenson Button         | Williams FW22   | BMW 3.0 V10           | B      |
| Mild Seven Benetton Playlife   | 11  | Giancarlo Fisichella  | Benetton B200   | Supertec 3.0 V10      | B      |
| Mild Seven Benetton Playlife   | 12  | Alexander Wurz        | Benetton B200   | Supertec 3.0 V10      | B      |
| Gauloises Prost Peugeot        | 14  | Jean Alesi            | Prost AP03      | Peugeot 3.0 V10       | B      |
| Gauloises Prost Peugeot        | 15  | Nick Heidfeld         | Prost AP03      | Peugeot 3.0 V10       | B      |
| Red Bull Sauber Petronas       | 16  | Pedro Diniz           | Sauber C19      | Petronas 3.0 V10      | B      |
| Red Bull Sauber Petronas       | 17  | Mika Salo             | Sauber C19      | Petronas 3.0 V10      | B      |
| Arrows F1 Team                 | 18  | Pedro de la Rosa      | Arrows A21      | Supertec 3.0 V10      | B      |
| Arrows F1 Team                 | 19  | Jos Verstappen        | Arrows A21      | Supertec 3.0 V10      | B      |
| Telefonica Minardi Fondmetal   | 20  | Marc Gené             | Minardi M02     | Fondmetal 3.0 V10     | B      |
| Telefonica Minardi Fondmetal   | 21  | Gastón Mazzacane      | Minardi M02     | Fondmetal 3.0 V10     | B      |
| Lucky Strike Reynard BAR Honda | 22  | Jacques Villeneuve    | BAR 002         | Honda 3.0 V10         | B      |
| Lucky Strike Reynard BAR Honda | 23  | Ricardo Zonta         | BAR 002         | Honda 3.0 V10         | B      |

## Klassifikationen

### Qualifying
| Pos. | Fahrer                | Konstrukteur      | Zeit       | Start |
| ---- | --------------------- | ----------------- | ---------- | ----- |
| 01   | Michael Schumacher    | Ferrari           | 1:20,974   | 01    |
| 02   | Mika Häkkinen         | McLaren-Mercedes  | 1:21,052   | 02    |
| 03   | Rubens Barrichello    | Ferrari           | 1:21,416   | 03    |
| 04   | David Coulthard       | McLaren-Mercedes  | 1:21,422   | 04    |
| 05   | Ralf Schumacher       | Williams-BMW      | 1:21,605   | 05    |
| 06   | Jacques Villeneuve    | BAR-Honda         | 1:21,963   | 06    |
| 07   | Jarno Trulli          | Jordan-Mugen      | 1:22,006   | 07    |
| 08   | Heinz-Harald Frentzen | Jordan-Mugen      | 1:22,135   | 08    |
| 09   | Eddie Irvine          | Jaguar-Cosworth   | 1:22,370   | 09    |
| 10   | Jenson Button         | Williams-BMW      | 1:22,385   | 10    |
| 11   | Jos Verstappen        | Arrows-Supertec   | 1:22,421   | 11    |
| 12   | Mika Salo             | Sauber-Petronas   | 1:22,443   | 12    |
| 13   | Giancarlo Fisichella  | Benetton-Supertec | 1:22,569   | 13    |
| 14   | Johnny Herbert        | Jaguar-Cosworth   | 1:22,781   | 14    |
| 15   | Pedro Diniz           | Sauber-Petronas   | 1:22,841   | 15    |
| 16   | Ricardo Zonta         | BAR-Honda         | 1:22,882   | 16    |
| 17   | Jean Alesi            | Prost-Peugeot     | 1:22,894   | 17    |
| 18   | Alexander Wurz        | Benetton-Supertec | 1:23,010   | 18    |
| 19   | Nick Heidfeld         | Prost-Peugeot     | 1:23,033   | 19    |
| 20   | Marc Gené             | Minardi-Fondmetal | 1:23,486   | 20    |
| 21   | Gastón Mazzacane      | Minardi-Fondmetal | 1:24,257   | 21    |
| 22   | Pedro de la Rosa      | Arrows-Supertec   | keine Zeit | 22    |

Anmerkungen
1. ↑  de la Rosa erzielte eine Zeit von 1:22,185 Minuten, die wegen nicht regelkonformen Treibstoffs gestrichen wurde.

### Rennen
| Pos. | Fahrer                | Konstrukteur      | Runden | Stopps | Zeit        | Start | Schnellste Runde |
| ---- | --------------------- | ----------------- | ------ | ------ | ----------- | ----- | ---------------- |
| 01   | Mika Häkkinen         | McLaren-Mercedes  | 65     | 2      | 1:33:55,390 | 02    | 1:24,470 (28.)   |
| 02   | David Coulthard       | McLaren-Mercedes  | 65     | 2      | + 16,066    | 04    | 1:24,684 (26.)   |
| 03   | Rubens Barrichello    | Ferrari           | 65     | 2      | + 29,112    | 03    | 1:25,288 (24.)   |
| 04   | Ralf Schumacher       | Williams-BMW      | 65     | 2      | + 37,311    | 05    | 1:25,326 (25.)   |
| 05   | Michael Schumacher    | Ferrari           | 65     | 3      | + 47,983    | 01    | 1:24,517 (02.)   |
| 06   | Heinz-Harald Frentzen | Jordan-Mugen      | 65     | 2      | + 1:21,925  | 08    | 1:25,183 (28.)   |
| 07   | Mika Salo             | Sauber-Petronas   | 64     | 2      | + 1 Runde   | 12    | 1:25,896 (29.)   |
| 08   | Ricardo Zonta         | BAR-Honda         | 64     | 2      | + 1 Runde   | 16    | 1:26,241 (26.)   |
| 09   | Giancarlo Fisichella  | Benetton-Supertec | 64     | 2      | + 1 Runde   | 13    | 1:26,352 (34.)   |
| 10   | Alexander Wurz        | Benetton-Supertec | 64     | 2      | + 1 Runde   | 18    | 1:26,147 (19.)   |
| 11   | Eddie Irvine          | Jaguar-Cosworth   | 64     | 2      | + 1 Runde   | 09    | 1:26,239 (64.)   |
| 12   | Jarno Trulli          | Jordan-Mugen      | 64     | 2      | + 1 Runde   | 07    | 1:25,806 (24.)   |
| 13   | Johnny Herbert        | Jaguar-Cosworth   | 64     | 3      | + 1 Runde   | 14    | 1:26,685 (40.)   |
| 14   | Marc Gené             | Minardi-Fondmetal | 63     | 4      | + 2 Runden  | 20    | 1:25,915 (20.)   |
| 15   | Gastón Mazzacane      | Minardi-Fondmetal | 63     | 3      | + 2 Runden  | 21    | 1:27,538 (24.)   |
| 16   | Nick Heidfeld         | Prost-Peugeot     | 62     | 4      | + 3 Runden  | 19    | 1:26,663 (19.)   |
| 17   | Jenson Button         | Williams-BMW      | 61     | 2      | DNF         | 10    | 1:24,729 (20.)   |
| –    | Jos Verstappen        | Arrows-Supertec   | 25     | 0      | DNF         | 11    | 1:27,152 (18.)   |
| –    | Jacques Villeneuve    | BAR-Honda         | 21     | 1      | DNF         | 06    | 1:26,701 (08.)   |
| –    | Jean Alesi            | Prost-Peugeot     | 1      | 0      | DNF         | 17    | 1:38,729 (01.)   |
| –    | Pedro de la Rosa      | Arrows-Supertec   | 1      | 0      | DNF         | 22    | 1:39,009 (01.)   |
| –    | Pedro Diniz           | Sauber-Petronas   | 0      | 0      | DNF         | 15    | –                |

## WM-Stände nach dem Rennen
Die ersten sechs des Rennens bekamen 10, 6, 4, 3, 2 bzw. 1 Punkt(e).

### Fahrerwertung
| Pos. | Fahrer                | Konstrukteur      | Punkte |
| ---- | --------------------- | ----------------- | ------ |
| 01   | Michael Schumacher    | Ferrari           | 36     |
| 02   | Mika Häkkinen         | McLaren-Mercedes  | 22     |
| 03   | David Coulthard       | McLaren-Mercedes  | 20     |
| 04   | Rubens Barrichello    | Ferrari           | 13     |
| 05   | Ralf Schumacher       | Williams-BMW      | 12     |
| 06   | Giancarlo Fisichella  | Benetton-Supertec | 8      |
| 07   | Heinz-Harald Frentzen | Jordan-Mugen      | 5      |
| 08   | Jacques Villeneuve    | BAR-Honda         | 5      |
| 09   | Jarno Trulli          | Jordan-Mugen      | 4      |
| 10   | Jenson Button         | Williams-BMW      | 3      |
| 11   | Mika Salo             | Sauber-Petronas   | 1      |

| Pos. | Fahrer           | Konstrukteur      | Punkte |
| ---- | ---------------- | ----------------- | ------ |
| 12   | Ricardo Zonta    | BAR-Honda         | 1      |
| 13   | Alexander Wurz   | Benetton-Supertec | 0      |
| 14   | Eddie Irvine     | Jaguar-Cosworth   | 0      |
| 15   | Jos Verstappen   | Arrows-Supertec   | 0      |
| 16   | Pedro Diniz      | Sauber-Petronas   | 0      |
| 17   | Marc Gené        | Minardi-Fondmetal | 0      |
| 18   | Pedro de la Rosa | Arrows-Supertec   | 0      |
| 19   | Nick Heidfeld    | Prost-Peugeot     | 0      |
| 20   | Johnny Herbert   | Jaguar-Cosworth   | 0      |
| 21   | Gastón Mazzacane | Minardi-Fondmetal | 0      |
| 22   | Jean Alesi       | Prost-Peugeot     | 0      |

### Konstrukteurswertung
| Pos. | Konstrukteur      | Punkte |
| ---- | ----------------- | ------ |
| 01   | Ferrari           | 49     |
| 02   | McLaren-Mercedes  | 42     |
| 03   | Williams-BMW      | 15     |
| 04   | Jordan-Mugen      | 9      |
| 05   | Benetton-Supertec | 8      |
| 06   | BAR-Honda         | 6      |

| Pos. | Konstrukteur      | Punkte |
| ---- | ----------------- | ------ |
| 07   | Sauber-Petronas   | 1      |
| 08   | Arrows-Supertec   | 0      |
| 09   | Jaguar-Cosworth   | 0      |
| 10   | Minardi-Fondmetal | 0      |
| 11   | Prost-Peugeot     | 0      |